# Francesco Marianini
Francesco Marianini (Pisa, 6 maggio 1979) è un ex calciatore italiano di ruolo centrocampista.

## Carriera

### Club
Cresce nella Lucchese, con cui esordisce in Serie B nella stagione 1997-1998. Con la retrocessione in Serie C1, nella stagione 1999-2000 diviene titolare nei rossoneri.
Nell'annata 2001-2002 la squadra arriva in finale play-off contro la Triestina, perdendo all'andata e pareggiando ai tempi supplementari al ritorno, nonostante una doppietta di Marianini e un gol di Eupremio Carruezzo, senza dunque guadagnare la promozione.
L'anno seguente la Lucchese arriva ai play-out ma si salva dalla retrocessione in Serie C2 battendo l'Alzano Virescit. L'anno successivo Marianini sale in Serie B, accettando l'offerta della Triestina. In quella stagione gioca spesso da titolare e mette pure a referto due reti.
Viene notato dal Lecce e può dunque fare il suo esordio in Serie A. Viene però utilizzato poco e totalizza alla fine solo 24 presenze in due stagioni in Serie A.
Dopo la retrocessione del Lecce in Serie B Marianini rimane comunque nella massima serie trasferendosi nelle file dell'Empoli di Luigi Cagni. Lì guadagna una maglia da titolare disputando alla prima stagione 32 partite e segnando pure la sua prima rete in Serie A. In quell'anno la squadra toscana si qualifica per la prima volta per l'Europa, andando a giocare la Coppa UEFA.
Nella stagione 2007-2008 Marianini gioca 25 partite senza segnare. Al termine dell'anno l'Empoli retrocede in B. Nel 2008-2009 e nel 2009-2010 è ancora tra le file degli azzurri.
In 4 stagioni colleziona 123 presenze e 6 gol.
Il 17 giugno 2010 passa al Novara, neo-promosso in serie B, dove gioca 37 incontri (segnando una rete) contribuendo alla promozione in serie A dei piemontesi. L'11 settembre 2011 segna il primo gol del Novara in massima serie dopo cinquantacinque anni, in occasione del pareggio 2-2 in trasferta con il ChievoVerona.
Nel luglio 2014, dopo essere rimasto svincolato, firma per il Tuttocuoio, squadra neopromossa nella nuova serie C unica, ma poche settimane dopo decide di lasciare il calcio per mancanza di stimoli.
Nel 2016 rileva una società calcistica del suo paese dando vita al Calci 2016, in cui si occupa tra l'altro della gestione del settore giovanile .

## Statistiche

### Presenze e reti nei club
| Stagione        | Squadra         | Campionato      | Campionato | Campionato | Coppe nazionali | Coppe nazionali | Coppe nazionali | Coppe continentali | Coppe continentali | Coppe continentali | Altre coppe | Altre coppe | Altre coppe | Totale | Totale |
| Stagione        | Squadra         | Comp            | Pres       | Reti       | Comp            | Pres            | Reti            | Comp               | Pres               | Reti               | Comp        | Pres        | Reti        | Pres   | Reti   |
| --------------- | --------------- | --------------- | ---------- | ---------- | --------------- | --------------- | --------------- | ------------------ | ------------------ | ------------------ | ----------- | ----------- | ----------- | ------ | ------ |
| 1997-1998       | Lucchese        | B               | 1          | 0          | CI              | 0               | 0               | -                  | -                  | -                  | -           | -           | -           | 1      | 0      |
| 1998-1999       | Lucchese        | B               | 1          | 0          | CI              | 0               | 0               | -                  | -                  | -                  | -           | -           | -           | 1      | 0      |
| 1999-2000       | Lucchese        | C1              | 20         | 0          | CI+CI-C         | 4+1             | 0               | -                  | -                  | -                  | -           | -           | -           | 25     | 0      |
| 2000-2001       | Lucchese        | C1              | 32         | 2          | CI-C            | 6               | 0               | -                  | -                  | -                  | -           | -           | -           | 26     | 1      |
| 2001-2002       | Lucchese        | C1              | 33+4       | 2+2        | CI-C            | 5               | 0               | -                  | -                  | -                  | -           | -           | -           | 42     | 4      |
| 2002-2003       | Lucchese        | C1              | 30+2       | 1          | CI+CI-C         | 3+1             | 0               | -                  | -                  | -                  | -           | -           | -           | 36     | 1      |
| Totale Lucchese | Totale Lucchese | Totale Lucchese | 117+6      | 5+2        |                 | 20              | 0               |                    | -                  | -                  |             | -           | -           | 143    | 7      |
| 2003-2004       | Triestina       | B               | 34         | 2          | CI              | 0               | 0               | -                  | -                  | -                  | -           | -           | -           | 34     | 2      |
| 2004-2005       | Lecce           | A               | 8          | 0          | CI              | 1               | 0               | -                  | -                  | -                  | -           | -           | -           | 9      | 0      |
| 2005-2006       | Lecce           | A               | 17         | 0          | CI              | 1               | 1               | -                  | -                  | -                  | -           | -           | -           | 18     | 1      |
| Totale Lecce    | Totale Lecce    | Totale Lecce    | 25         | 0          |                 | 2               | 1               |                    | -                  | -                  |             | -           | -           | 27     | 1      |
| 2006-2007       | Empoli          | A               | 32         | 1          | CI              | 2               | 0               | -                  | -                  | -                  | -           | -           | -           | 34     | 1      |
| 2007-2008       | Empoli          | A               | 25         | 0          | CI              | 2               | 0               | CU                 | 1                  | 0                  | -           | -           | -           | 28     | 0      |
| 2008-2009       | Empoli          | B               | 21         | 0          | CI              | 3               | 0               | -                  | -                  | -                  | -           | -           | -           | 24     | 0      |
| 2009-2010       | Empoli          | B               | 37         | 5          | CI              | 2               | 0               | -                  | -                  | -                  | -           | -           | -           | 39     | 5      |
| Totale Empoli   | Totale Empoli   | Totale Empoli   | 115        | 6          |                 | 9               | 0               |                    | 1                  | 0                  |             | -           | -           | 125    | 6      |
| 2010-2011       | Novara          | B               | 37+4       | 1          | CI              | 1               | 0               | -                  | -                  | -                  | -           | -           | -           | 42     | 1      |
| 2011-2012       | Novara          | A               | 13         | 1          | CI              | 2               | 0               | -                  | -                  | -                  | -           | -           | -           | 15     | 1      |
| 2012-2013       | Novara          | B               | 38+2       | 0          | CI              | 2               | 0               | -                  | -                  | -                  | -           | -           | -           | 42     | 0      |
| 2013-2014       | Novara          | B               | 28+1       | 0          | CI              | 0               | 0               | -                  | -                  | -                  | -           | -           | -           | 29     | 0      |
| Totale Novara   | Totale Novara   | Totale Novara   | 116+7      | 2          |                 | 5               | 0               |                    | -                  | -                  |             | -           | -           | 128    | 2      |
| Totale carriera | Totale carriera | Totale carriera | 407+13     | 15+2       |                 | 36              | 1               |                    | 1                  | 0                  |             | -           | -           | 457    | 18     |